# Municipio José Antonio Páez
José Antonio Páez es uno de los 14 municipios que conforman al Estado Yaracuy, Venezuela. Posee una extensión de 135 km², su capital es Sabana de Parra. Se encuentra limitado al norte con los municipios Peña y Urachiche, al sur con el Estado Lara, al este con los municipios Urachiche y Nirgua y al oeste con el municipio Peña.

## Historia
Se encuentra íntimamente relacionada con Sabana de Parra denominada también «La Villa de Caramacate». Su nombre, se le debe a un señor llamado Octavio Parra, quien llega a esta ciudad, para entonces desolada, y allí construyó una casa con un gran corral donde encerraba el ganado que le traían de otras ciudades. Cuando la persona que traía el ganado, calculaba que llegaría a ese lugar antes del anochecer decía: «Vamos a encerrarlos en Sabana de Parra», que no es más que el corral que había construido el señor Octavio Parra. 
Como en otros municipios, su actividad económica tiene su basamento en la actividad agrícola, donde se destacan la siembra del maíz y la caña de azúcar.

### Toponimia
El municipio lleva el nombre del prócer venezolano José Antonio Páez. De acuerdo a la historia, una vez transitando por esta zona fue víctima de un intento de asalto por parte de tres bandoleros a caballo que estaban esperándolo escondidos en los abundantes árboles de Ceiba, pero Páez logró luchar con ellos, desenfundó su arma y logró herir mortalmente a uno de ellos, mientras los otros lograron huir. Todo esto sucedió en lo que actualmente se conoce como Ceibas de Páez, en Sabana de Parra (la actual capital del municipio).

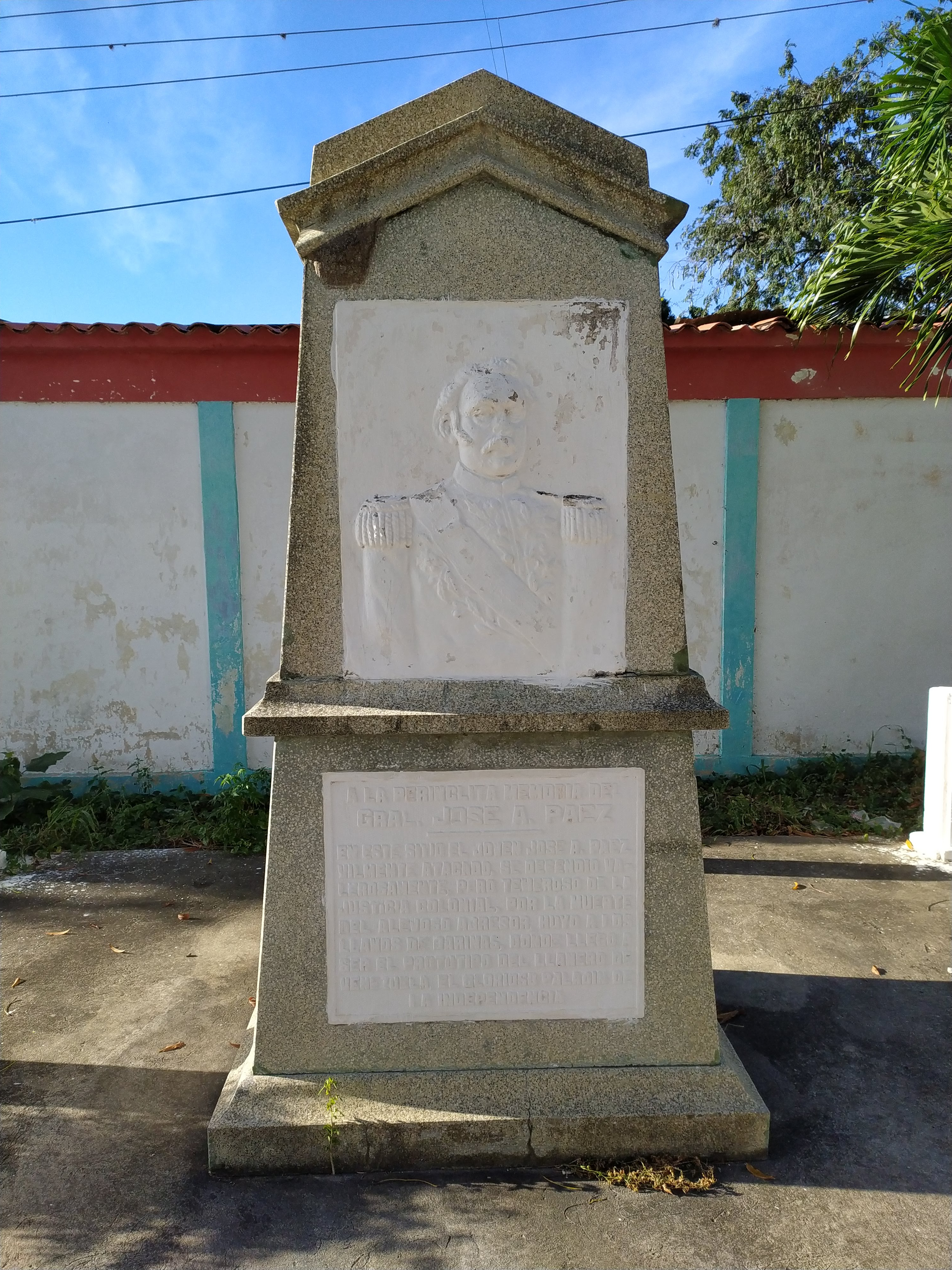
Hito Conmemorativo al Sitio de Mayurupi en Sabana de Parra, capital del Municipio

## Política y gobierno

### Alcaldes
| Período     | Alcalde          | Partido político / Alianza | % de votos | Notas |
| ----------- | ---------------- | -------------------------- | ---------- | --- |
| 1989 - 1992 | Sixto Melendez   | AD                         | 68,01      | Primer alcalde bajo elecciones directas                                                                                |
| 1992 - 1995 | Jesús Raúl Rojas | AD                         | 57,56      | Segundo alcalde bajo elecciones directas                                                                               |
| 1995 - 2000 | Jesús Raúl Rojas | AD                         | -          | Reelecto (se realizaron elecciones generales adelantadas en el 2000 debido a la aprobación de la Constitución de 1999) |
| 2000 - 2004 | Sixto Melendez   | AD                         | 63,78      | Tercer alcalde bajo elecciones directas                                                                                |
| 2004 - 2008 | Carlos Puerta    | PPT                        | 40,57      | Cuarto alcalde bajo elecciones directas                                                                                |
| 2008 - 2013 | Carlos Puerta    | PSUV                       | 49,19      | Reelecto (se postergan 1 año las elecciones municipales pautadas para finales del 2012)                                |
| 2013 - 2017 | Carlos Puerta    | PSUV                       | 45,14      | Reelecto |
| 2017 - 2021 | Freddy Torres    | PSUV                       | 65,16      | Quinto alcalde bajó elecciones directas                                                                                |
| 2021 - 2025 | Freddy Narváez   | PSUV                       | 47,99      | Sexto alcalde bajó elecciones directas                                                                                 |

### Concejo municipal
Período 1989 - 1992
| Concejales:             | Partido político / Alianza |
| ----------------------- | -------------------------- |
| Ramón Argenis Gutiérrez | AD                         |
| Luis Ramón Gutiérrez    | AD                         |
| Evelio Araujo           | AD                         |
| José Ramón Alvarado     | AD                         |
| Rafael Meléndez         | COPEI                      |

Período 1992 - 1995
| Concejales:      | Partido político / Alianza |
| ---------------- | -------------------------- |
| Costanza Pereira | AD                         |
| Winston Espinoza | AD                         |
| Sixto Meléndez   | AD                         |
| Jesús Arteaga    | COPEI                      |
| Victor Camacho   | COPEI                      |

Período 1995 - 2000
| Concejales:        | Partido político / Alianza |
| ------------------ | -------------------------- |
| Ramon Gutierrez    | AD                         |
| Hector José Ruiz   | AD                         |
| Orlando Jiménez    | AD                         |
| Glenda de Meléndez | COPEI                      |
| José Chirínos      | CONVERGENCIA               |

Período 2013 - 2018:
| Concejales        | Partido político / Alianza |
| ----------------- | -------------------------- |
| Daymar Rodríguez  | PSUV                       |
| Víctor Jiménez    | PSUV                       |
| Jesús Tellechea   | UPV                        |
| Wilman Rodríguez  | PSUV                       |
| Gabriel Figueredo | PCV                        |
| Freddy Torres     | PSUV                       |
| Brigida Rojas     | MUD                        |

Período 2018 - 2021
| Concejales       | Partido político / Alianza |
| ---------------- | -------------------------- |
| Wiman Rodríguez  | PSUV                       |
| Isbely Espinoza  | PSUV                       |
| José Torres      | PSUV                       |
| Maria Guedez     | PSUV                       |
| Wendy Molero     | PSUV                       |
| Daymar Rodriguez | PSUV                       |
| Victor Jiménez   | PSUV                       |

Período 2021 - 2025
| Concejales      | Partido político / Alianza |
| --------------- | -------------------------- |
| Jhonny Lobo     | PSUV                       |
| Paula Sira      | PSUV                       |
| Wendy Moreno    | PSUV                       |
| Freddy Torres   | PSUV                       |
| Lennys Espinal  | PSUV                       |
| Isbely Espinoza | PSUV                       |
| Carlos Torres   | PV                         |